# Електронна книга (пристрій)

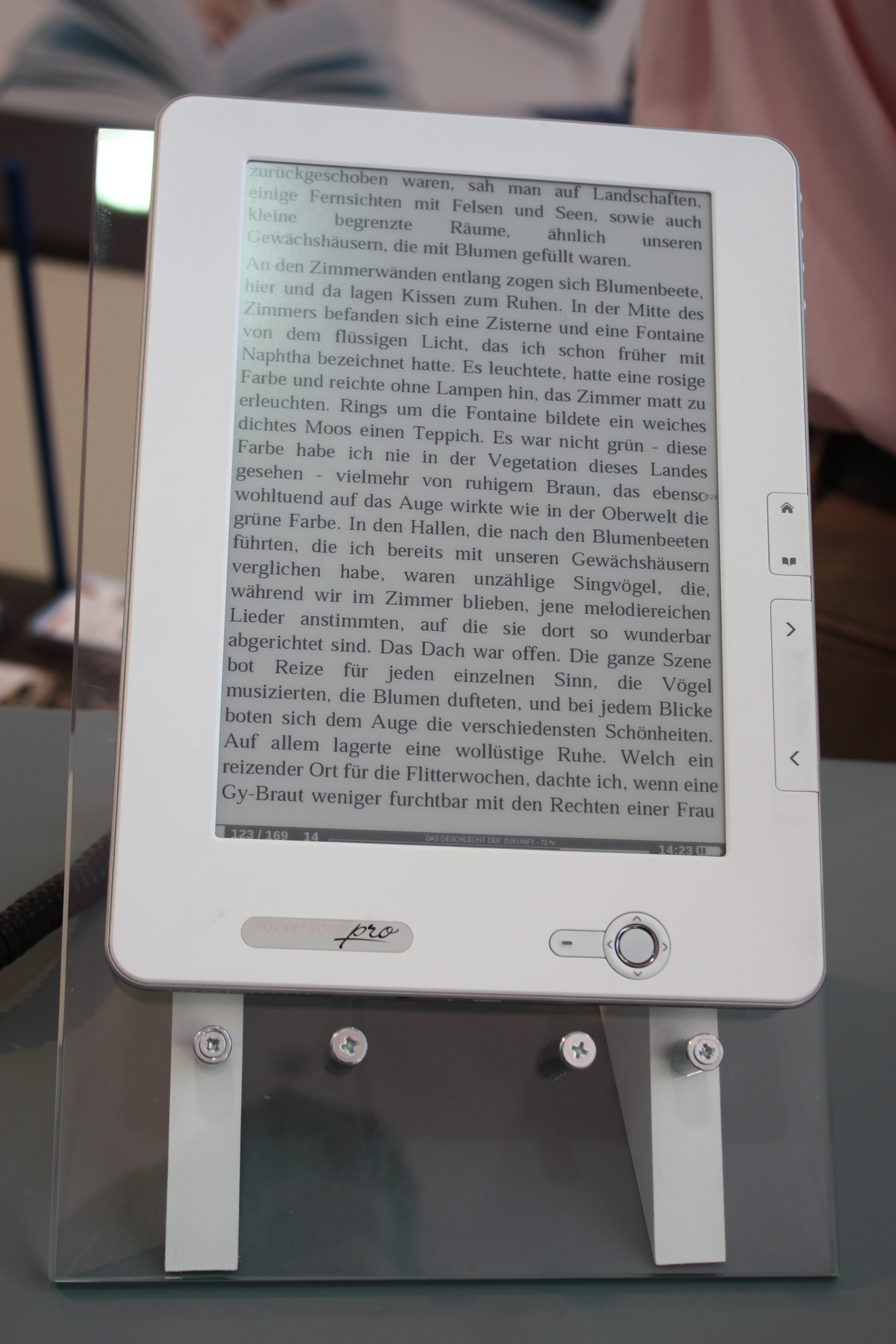
Приклад електронної книги — PocketBook 360

Електронна книга (цифрова книга, англ. digital book; e-book reader) — загальна назва групи вузькоспеціалізованих компактних планшетних комп'ютерних пристроїв, призначених для відображення текстової та графічної інформації, представленої в електронному вигляді, наприклад, електронних книжок.
Основною відмінністю цієї групи комп'ютерних пристроїв від КПК, планшетних ПК або субноутбуків є обмежена функціональність та істотно довший час автономної роботи. Це досягається використанням технології E-ink (так званого «електронного паперу»). Дисплей, виконаний за цією технологією, відображає лише кілька відтінків сірого кольору, але при цьому відбиває світло (сам не світиться) і споживає енергію тільки для формування зображення (перегортання сторінки).
Електронні книжки належать до різновиду планшетних комп'ютерів. Їхня поява зумовлена розвитком і спеціалізацією планшетних комп'ютерів взагалі. Деякі сучасні пристрої обладнані сенсорним екраном, мають розширений набір функцій і дозволяють не тільки читати, але й редагувати текст.

## Історія
У 1971 р Майкл Харт отримав необмежений доступ до машинного часу комп'ютера Xerox Sigma V в університеті штату Іллінойс. Намагаючись гідно застосувати цей ресурс, він створив першу електронну книгу - Декларацію незалежності США, коли передрукував її текст в комп'ютер. Так шляхом створення електронних копій великої кількості книг отримав початок Проект «Гутенберг».
Як правило, сучасні електронні книги будуються на енергоефективних процесорах архітектури ARM. Для даної категорії пристроїв використовуються процесори, спеціально спроектовані для смартфонів і мобільних інтернет-пристроїв.
У сучасних пристроях функції, доступні користувачеві, поступово розширюються і, крім читання книг, програмне забезпечення дозволяє: переглядати фотоальбоми, прослуховувати музику і навіть грати в найпростіші комп'ютерні ігри.

## Порівняння з паперовими книгами

### Переваги
- Компактність та оперативність. У одному пристрої можуть зберігатися сотні і тисячі книг. Крім того, пристрій зазвичай менше і легше паперової книги.
- Налаштування зображення. За бажанням користувача можна змінювати вид і розмір шрифту, і формат виводу (в одну колонку або у дві, портрет або ландшафт). Можливість зміни розміру шрифту дає можливість читати книги людям, яким невеликий нерегульований шрифт паперових книг принципово не дозволяє читати.
- Додаткові можливості. У пристрої може бути реалізований пошук по тексту, переходи за гіперпосиланнями, відображення тимчасових позначок і приміток, електронні закладки, словник. Вбудовані програми - синтезатори мови дозволяють озвучувати тексти. Електронна книга дозволяє не тільки читати тексти, але й відображати анімовані картинки, мультимедійні кліпи або програвати аудіокниги.
- Вартість тексту. Багато текстів в електронному вигляді безкоштовні або дешевше, ніж в паперовому.
- Доступність. При наявності підключення до Інтернету тексти в будь-який час доступні для скачування з відповідних сайтів (електронних бібліотек).
- Екологічність. Для читання текстів в електронній книзі не потрібна папір, для виробництва якого вирубуються ліси.
- Безпека для астматиків, алергіків, чутливих до домашнього та паперового пилу.

### Недоліки
- Нижча швидкість читання (в середньому на 10%[джерело?]).
- Як будь-які електронні прилади, пристрої для читання електронних книг набагато чутливіші до фізичного пошкодження, ніж паперові книги.
- Пристрої для читання електронних книг вимагають періодичної підзарядки вбудованих акумуляторів (батарей).
- Частина видавців випускають електронну версію книги із затримкою. Частина книг зовсім офіційно не публікується у вигляді електронної версії.
- Висока початкова вартість (хоча цей показник і стрімко падає)
- У частині моделей використовується DRM, що накладає обмеження, в тому числі і на добросовісне використання. Так, застосування DRM призводить до ситуації, коли будь-яку книгу на будь-якому пристрої прочитати не можна. Одним з яскравих прикладів було дистанційне видалення легально куплених книг з пристроїв користувачів.

## Застосування в освіті
Сучасні пристрої для читання застосовуються також і в освіті. Вже близько десяти років багато зарубіжних країн займаються створенням електронного контенту для школи. Наприклад, в Австралії система навчання з використанням електронного пристрою знаходиться на стадії формування, а в Південній Кореї вже три роки йде навчання вчителів роботі з електронними посібниками.

### Переваги використання електронних книг в освіті
- Керування навчальним процесом за рахунок взаємодії мобільних пристроїв учнів і вчителя
- Організація індивідуальної підтримки кожного учня на підставі інформації про результати його просування по навчальному матеріалу
- Організація мережевої взаємодії учасників для формування навичок навчального співробітництва, комунікативної компетентності.